# Skálavík

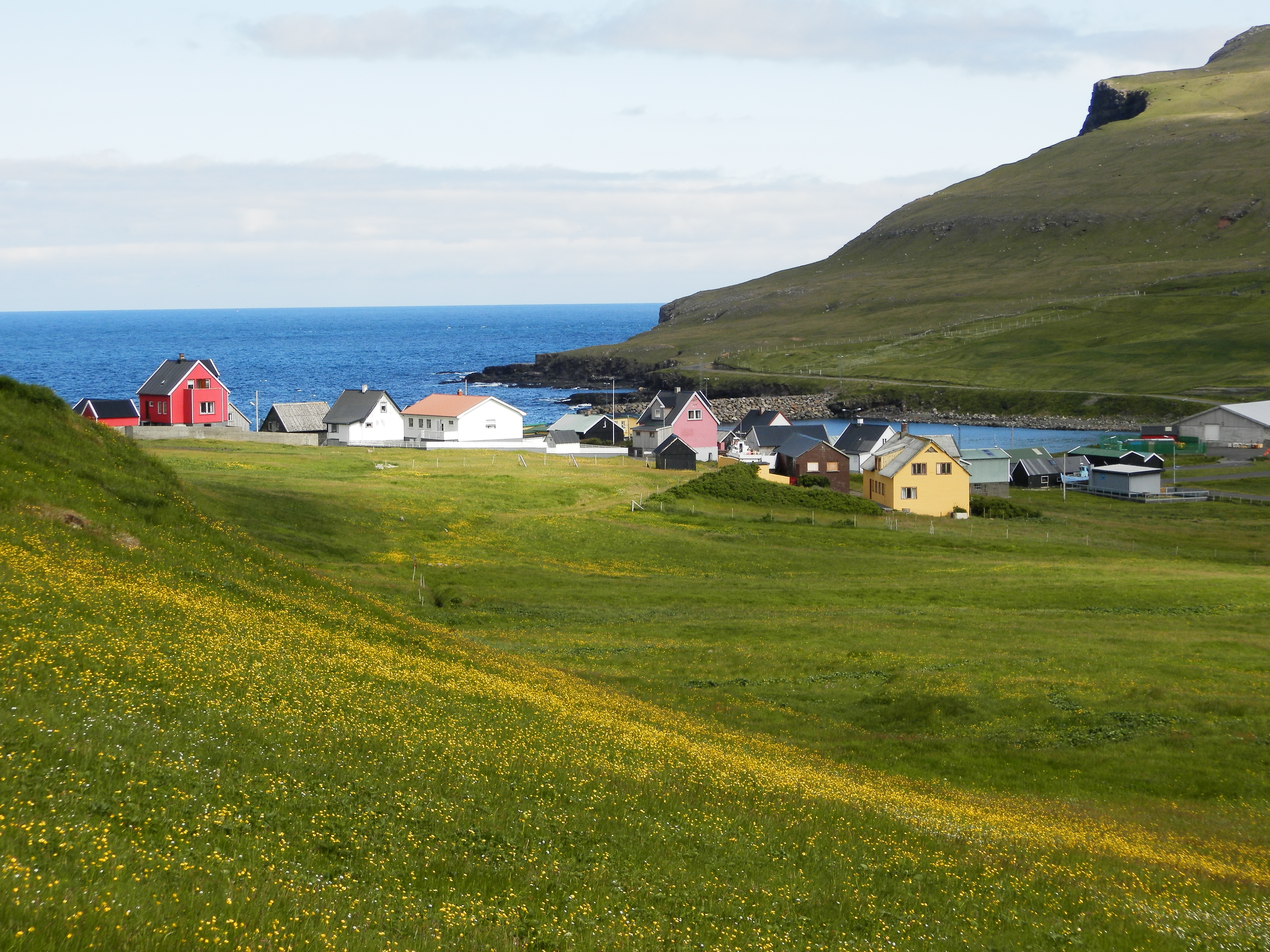
Skálavík

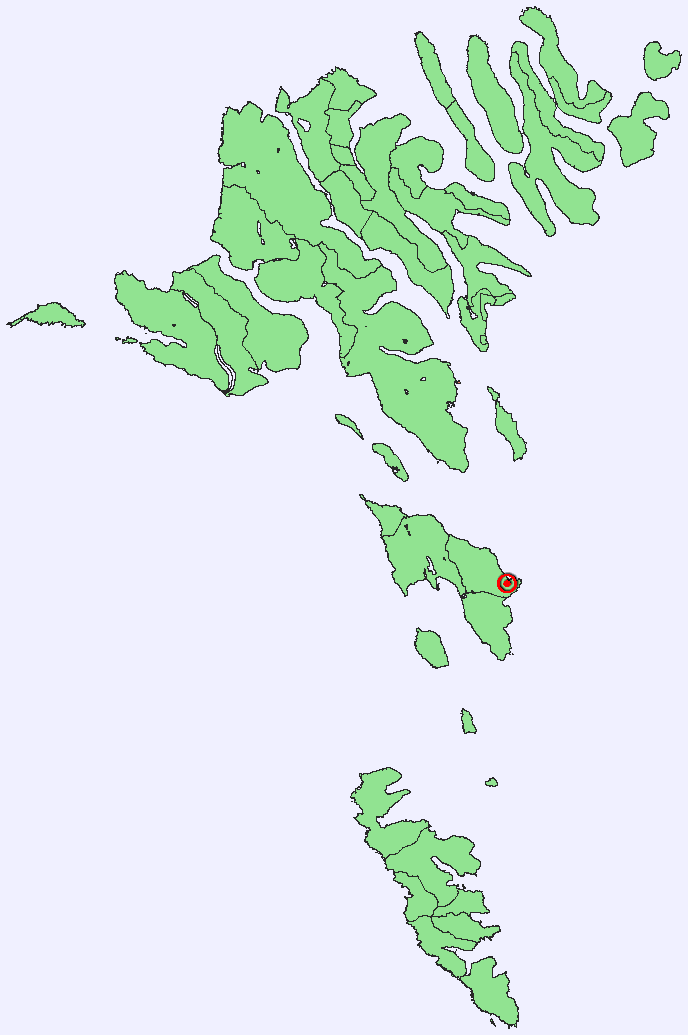
Lage von Skálavík

Skálavík [ˈskɔaːlavʊiːk] (dänischer Name: Skålevig) ist ein Ort der Färöer an der Ostküste der Insel Sandoy. Im Januar 2007 lebten 183 Einwohner im Ort, der gleichzeitig eine färöische Gemeinde bildet: Skálavíkar kommuna. Die Kommune Skálavík besteht nur aus dem gleichnamigen Ort. Es ist zugleich der größte Ort an der Ostküste von Sandoy. Die Postleitzahl lautet FO-220.

## Geschichte

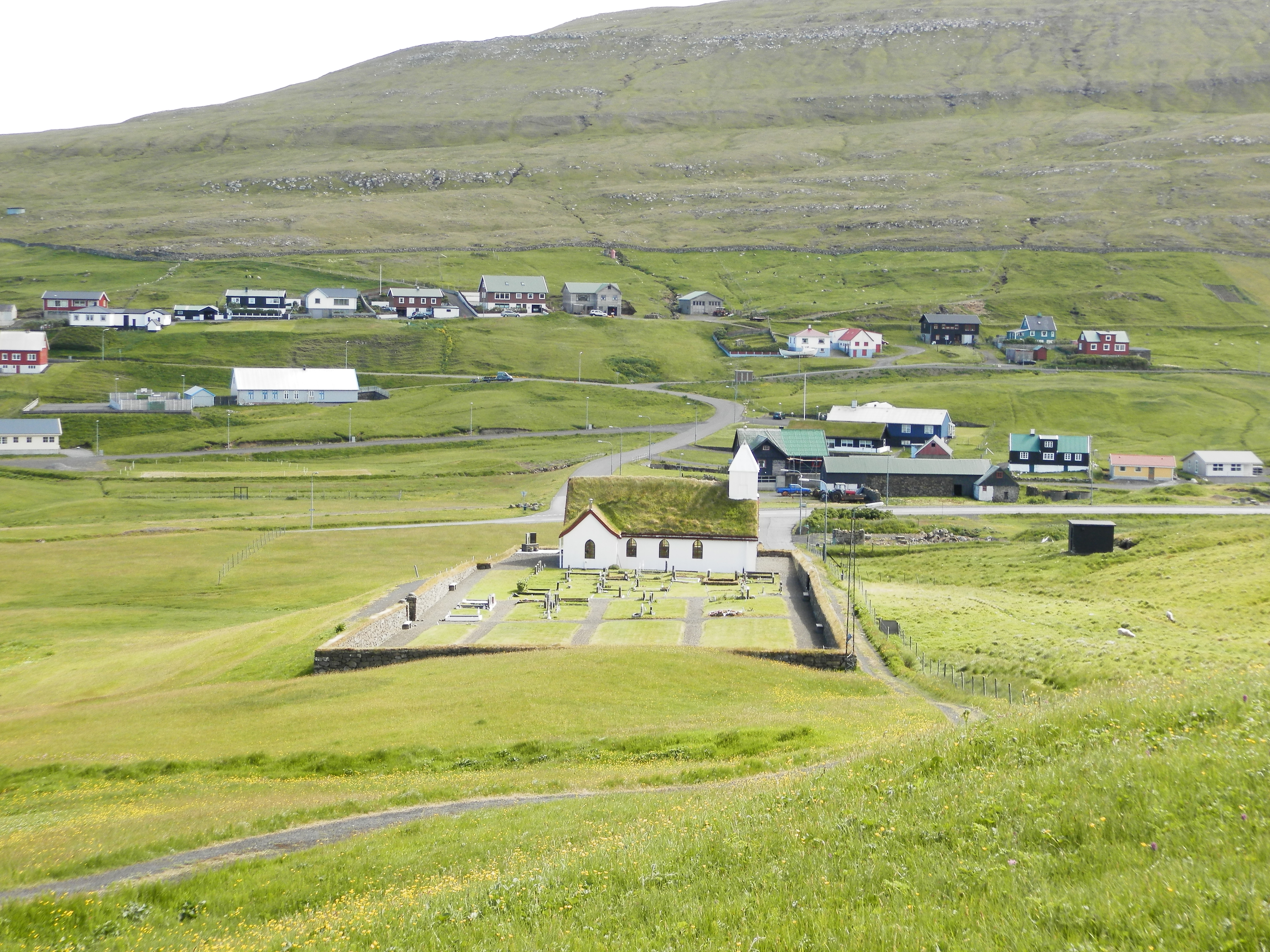
Die Steinkirche in Skálavík

Gegründet wurde Skálavík schon zur Wikingerzeit auf den Färöern und lag ursprünglich direkt am Strand. Schriftlich erwähnt wird der Ort zusammen mit dem Nachbarort Húsavík erstmals um 1350 bis 1400 im sogenannten Hundebrief. Um ca. 1600 wurde das Dorf mehr ins Tal verlegt. Im Dorfkern befindet sich eine große Ackerflur, um die sich die vier Ortsteile verteilen. Der Dalsgarður ist einer der größten Königsbauernhöfe der Färöer.
Die heutige Steinkirche wurde im September 1891 eingeweiht, nachdem die alte Kirche, die in einem Sturm im Jahr zuvor schweren Schaden erlitten hatte, abgerissen und durch einen Neubau ersetzt worden war. Der Bootshafen stammt aus den 1970er-Jahren. Anfang jedes Julis gibt es hier ein Volksfest namens Sandoyarstevna, eine Art Mini-Ólavsøka.
Ende Januar 2008 wurde Skálavík von einem schweren Orkan heimgesucht. Der Hafen, Häuser und Boote wurden zerstört. Der Schaden war so groß, dass Nothilfe aus Island bereitgestellt wurde.

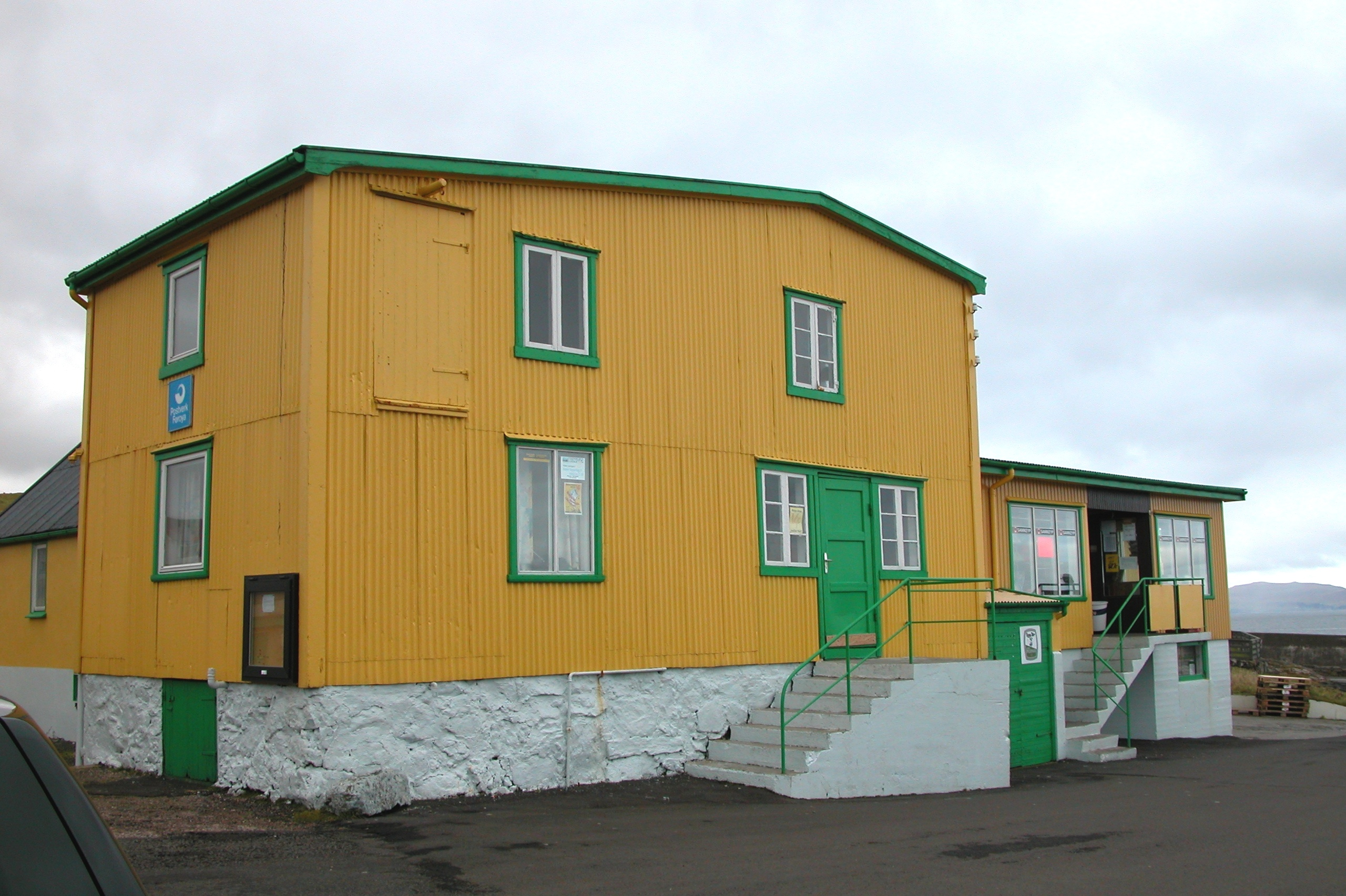
Die ehemalige Post in Skálavík

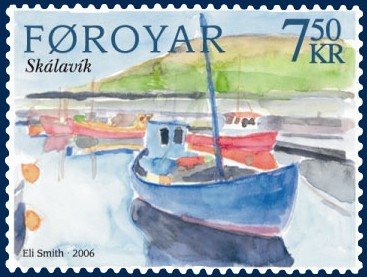
Briefmarke von 2006

Im Ort gibt es ein Hotel mit Stellplätzen für Wohnmobile, eine Pension und einen Imbiss. Es existiert ein Wanderweg nach Húsavík im Süden.
Im August 2006 wurde bekannt, dass Skálavík ein Freizeitzentrum für ganz Sandoy bekommen solle. Dieses vom aus Skálavík stammenden Reederehepaar Jacobsen initiierte Projekt wurde als Depilin í Skálavík 2011 eröffnet. Im Jahr 2015 übernahm die Smyril Line den Betrieb und richtete in dem Freizeitzentrum ein Hotel mit 25 Betten ein.

## Persönlichkeiten
- Heðin Brú (1901–1987) und Kristian Osvald Viderø (1906–1991) sind die bekanntesten Skálavíkingar (wie die Einheimischen genannt werden). Heðin Brú verdanken wir den ersten färöischen Roman, der in viele andere Sprachen übersetzt wurde; und Viderø die Vollendung der färöischen Bibelübersetzung.
- Asbjørn Joensen (1927–1993), Politiker